# Santo Antônio de Jesus

Santo Antônio de Jesus es un municipio brasileño del estado de Bahía localizado en la región del Recôncavo Sur . Su población, según el conteo del IBGE, realizada en el censo nacional de 2010, era de 90.949 habitantes. Tiene importancia como centro comercial y de servicios en todo el recôncavo, siendo así considerada la "Capital del Recôncavo".

## Historia
El primer poblado surgió en torno de un oratório consagrado a Santo Antônio de Jesus, en las proximidades del río Sururu. Municipio creado con los territorios de las freguesias de Santo Antônio de Jesus y de São Miguel de la Nueva Losa, desmembrados de Nazaré, por la Ley Provincial del 29.05.1880. La sede fue elevada a la categoría de ciudad a través del Acto Estatal del 30 de junio de 1892.